# بابلو مارتينيز (لاعب كرة قدم)
بابلو مارتينيز (بالإسبانية: Pablo Martínez Andrés) (22 فبراير 1998 بمدريد في إسبانيا - ) هو لاعب كرة قدم إسباني في مركز الوسط. لعب مع نادي سان سباستيان دي لوس رييس.

## وصلات خارجية
- بابلو مارتينيز على موقع قاعدة بيانات كرة القدم.إي يو (الإنجليزية)
- بابلو مارتينيز على موقع Soccerway.com (الإنجليزية)